# 黄茂营乡
黄茂营乡，是中国内蒙古自治区乌兰察布市察哈尔右翼前旗下辖的一个乡镇级行政单位。

## 行政区划
黄茂营乡共辖以下地区：
红胜村、西河村、五号村、壕堑村、甘草村、南号村、小淖尔村、查干村、大淖尔村、南窑村、岱青村、井子沟村、西营村。